# موتور نشانه‌گذاری جینجا
جینجا (به انگلیسی: Jinja)(برگرفته از نام معبد شینتویی) یک موتور نشانه‌گذاری برای زبان برنامه‌نویسی پایتون است که تحت پروانه بی‌اس‌دی توسط برنامه‌نویس اتریشی آرمین روناچر ساخته شده‌است. از آنجا که که این موتور مبتنی بر متن می‌باشد در نتیجه می‌تواند در زبان‌های نشانه‌گذاری همانند اچ‌تی‌ام‌ال در برنامه‌ها مورد استفاده قرار بگیرد.
موتور جینجا این امکان را می‌دهد تا بتوان برچسب‌ها، فیلترها و … را شخصی‌سازی کرد و با توجه به اینکه در موتور نشانه‌گذاری جنگو امکان فراخوانی توابع وجود ندارد، جینجا این موضوع را میسر می‌سازد.
از جینجا به عنوان موتور نشانه‌گذاری پیشفرض در فلسک استفاده می‌شود.

## ویژگی‌ها
برخی از ویژگی‌های جینجا عبارت‌اند از:
- اجرای در محیط شنی (به منظور استفاده برای قطعه کدهایی که احتمالاً مخربند)
- بررسی و پاکسازی کدهای اچ‌تی‌ام‌ال قدرتمند به صورت خودکار به منظور جلوگیری از حملات تزریق اسکریپت (XSS)
- ارث‌بری از الگوها
- اشکال‌زدایی آسان، به همراه اشاره به خطی که در آن خطا رخ داده است.
- امکان تنظیم Syntax

## مثال
در زیر یک نمونه کوچک از فایل قالب‌بندی example.html.jinja قابل مشاهده است.
```
<!DOCTYPE html>

<
html
>

     
<
head
>

          
<
title
>
{{
variable
|
escape
}}
</
title
>

     
</
head
>

     
<
body
>

     
{%
- 
for
 
item
 
in
 
item_list
 
%}

          
{{
item
}}{%
 
if
 
not
 
loop
.last
 
%}
,
{%
 
endif
 
%}

     
{%
- 
endfor
 
%}

     
</
body
>

</
html
>

```

و کد قالب‌بندی:
```
from
 
jinja2
 
import
 
Template

with
 
open
(
'example.html.jinja'
)
 
as
 
f
:

      
tmpl
 
=
 
Template
(
f
.
read
())

print
 
tmpl
.
render
(

      
variable
 
=
 
'Value with <unsafe> data'
,

      
item_list
 
=
 
[
1
,
 
2
,
 
3
,
 
4
,
 
5
,
 
6
]

)

```

که در نهایت خروجی اچ‌تی‌ام‌ال زیر تولید می‌شود:
```
<!DOCTYPE html>

<
html
>

    
<
head
>

        
<
title
>
Value with 
&lt;
unsafe
&gt;
 data
</
title
>

    
</
head
>

    
<
body
>

        1,

        2,

        3,

        4,

        5,

        6

    
</
body
>

</
html
>

```